# Liste des monuments historiques de Saint-Pierre (Martinique)
Pour l’article homonyme, voir Liste des monuments historiques de Saint-Pierre (La Réunion).
Ce tableau présente la liste de tous les monuments historiques classés ou inscrits dans la ville de Saint-Pierre, Martinique, en France.

## Statistiques
En août 2025, Saint-Pierre compte seize édifices comportant au moins une protection au titre des monuments historiques, soit 13 % des protections de la Martinique. Cinq d'entre eux comportent au moins une partie classée ; les onze autres sont inscrits.

## Liste
| Monument                                  | Adresse                                                               | Coordonnées                         | Notice                        | Protection | Date | Illustration                              |
| ----------------------------------------- | --------------------------------------------------------------------- | ----------------------------------- | ----------------------------- | ---------- | ---- | ----------------------------------------- |
| Asile Bethléem                            | Quartier du Mouillage Rue de la Raffinerie Rue Abbé-Gosse             | 14° 44′ 17″ nord, 61° 10′ 32″ ouest | « PA00105948 »                | Inscrit    | 1980 | Asile Bethléem                            |
| Batterie Sainte-Marthe                    | Quartier du Mouillage Morne d'Orange                                  | 14° 44′ 01″ nord, 61° 10′ 42″ ouest | « PA00105974 »                | Inscrit    | 1991 | Batterie Sainte-Marthe                    |
| Bureau du Génie et des Ponts et Chaussées | Quartier du Fort Rue Levassor                                         | 14° 45′ 00″ nord, 61° 10′ 24″ ouest | « PA00105976 »                | Classé     | 1996 | Bureau du Génie et des Ponts et Chaussées |
| Cachot de Cyparis                         | Quartier du Centre Rue de la Prison                                   | 14° 44′ 50″ nord, 61° 10′ 34″ ouest | « PA00105949 »                | Inscrit    | 1979 | Cachot de Cyparis                         |
| Cathédrale Notre-Dame-de-l'Assomption     | Quartier du Mouillage Rue Victor-Hugo Rue Dupuy                       | 14° 44′ 25″ nord, 61° 10′ 31″ ouest | « PA00105950 »                | Inscrit    | 1995 | Cathédrale Notre-Dame-de-l'Assomption     |
| Cimetière du Fort                         | Quartier du Fort La Galère Nord                                       | 14° 45′ 10″ nord, 61° 10′ 49″ ouest | « PA00105975 »                | Classé     | 1996 | Image manquante Téléverser                |
| Église du Fort                            | Quartier du Fort Rue de l'Église Rue du Docteur Deschiens             | 14° 45′ 02″ nord, 61° 10′ 43″ ouest | « PA00105951 »                | Classé     | 2002 | Église du Fort                            |
| Entrepôts                                 | Quartier du Centre Le Figuier Rue Bouillé                             | 14° 44′ 45″ nord, 61° 10′ 35″ ouest | « PA00105952 »                | Inscrit    | 1979 | Entrepôts                                 |
| Habitation Perrinelle                     | Quartier du Fort                                                      | 14° 45′ 14″ nord, 61° 10′ 48″ ouest | « PA97200006 »                | Inscrit    | 2004 | Image manquante Téléverser                |
| Maison coloniale de santé                 | Quartier du Fort 3-7, rue Levassor                                    | 14° 44′ 58″ nord, 61° 10′ 24″ ouest | « PA00105978 »                | Classé     | 1996 | Maison coloniale de santé                 |
| Marché de Saint-Pierre                    | Place Félix Boisson                                                   | 14° 44′ 32″ nord, 61° 10′ 35″ ouest | « PA97200056 »                | Inscrit    | 2019 | Image manquante Téléverser                |
| Pont militaire                            | Quartier du Centre et Quartier du Fort                                | 14° 44′ 56″ nord, 61° 10′ 30″ ouest | « PA00105964 »                | Inscrit    | 1990 | Pont militaire                            |
| Pont Roche (pont sur la Roxelane)         | Quartier du Centre et Quartier du Fort Rue Victor-Hugo                | 14° 44′ 56″ nord, 61° 10′ 40″ ouest | « PA00105953 » « IA97200408 » | Inscrit    | 1980 | Pont Roche(pont sur la Roxelane)          |
| Pont Verger                               | Quartier du Centre et Quartier du Fort Cours Napoléon et Quai Peynier | 14° 44′ 57″ nord, 61° 10′ 34″ ouest | « PA00105965 »                | Inscrit    | 1990 | Image manquante Téléverser                |
| Poudrière Trouvaillant                    | Lotissement Saint-James, anciennement Terrain de "Trou Vaillant"      | 14° 44′ 47″ nord, 61° 10′ 19″ ouest | « PA97200026 »                | Classé     | 2023 | Image manquante Téléverser                |
| Théâtre                                   | Quartier du Centre Rue Victor-Hugo Rue du Théâtre                     | 14° 44′ 49″ nord, 61° 10′ 34″ ouest | « PA00105981 »                | Classé     | 1996 | Théâtre                                   |